# Strada Provinciale 335 dei Ponti della Valle
De Strada Provinciale dei Ponti della Valle (kortweg SP335) is een Italiaanse Strada Provinciale (Provinciale weg) in de regio Campanië. De SP335 begint bij de SS162 NC vlakbij Giugliano in Campania en eindigt in Amorosi.
Het wegdek van de SP335 tussen Giugliano in Campania en Caserta is heel slecht, daardoor is de maximumsnelheid daar 60 km/h.

## Strada Statale dei Ponti della Valle
De SP335 was een Strada Statale met het wegnummer SS265, maar in 2021 kreeg de SP335 tussen de SP336 en de SP116 het wegnummer SS265 terug.

## SS265var di Fondo Valle Isclero
De SS265var is een autoweg van de SS265 en gaat van Maddaloni naar San Salvatore Telesino met een totale lengte van 20,6 km.

## SP335racc
De voormalige SS265racc, nu SP335racc of Strada Provinciale 335 Raccordo Interporto Sud Europa is een Italiaanse provinciale weg die de verkeersaders van de SP335 verbindt bij het verlaten van Caserta en de SP Interporto Sud Europa